# Chiltern Green
 (février 2025).
Si vous disposez d'ouvrages ou d'articles de référence ou si vous connaissez des sites web de qualité traitant du thème abordé ici, merci de compléter l'article en donnant les références utiles à sa vérifiabilité et en les liant à la section « Notes et références ».
Chiltern Green est un hameau anglais du Central Bedfordshire.
L'aéroport de Londres-Luton est situé au nord-ouest de Chiltern Green.
Le hameau a donné son nom à l'ancienne Gare de Chiltern Green, fermée en 1952. Celle-ci se trouvait en fait dans le hameau de New Mill End.